# Salttåg
Salttåg (Juncus gerardii) är en växtart i familjen tågväxter. 
Dyntaxa delar upp arten i två underarter:
- Ishavståg (J. g. atrofuscus)
- Vanlig salttåg (J. g. gerardii)